# Domaine des Grotteaux
Le Domaine des Grotteaux est situé en France sur la commune de Huisseau-sur-Cosson, dans le département de Loir-et-Cher de la région Centre-Val de Loire. Il se compose d'un château et d'un parc traversé par le Cosson. Le château est répertorié dans la base des monuments historiques depuis le 12/04/1954. Le domaine est privé.

## Situation géographique
Le domaine se trouve plus précisément à la sortie d'Huisseau-sur-Cosson en direction de l'ouest.

## Historique
Le château a été édifié au début du XVIIe siècle à la place d'un édifice plus ancien et a été terminé vers 1620 par Jean III Daguier, Lieutenant Général à Blois.
Son gendre, Guillaume Ribier (né à Blois en 1578, mort le 21/01/1663) hérite du domaine en 1629 et constitue progressivement une bibliothèque de 3 000 et 4 000 livres, aujourd'hui disparue. Il vend le domaine le 6 mai 1659 à Nicolas Chauvel, seigneur de La Martinière.
Louis-Joseph de Lenfermat (ou Lenfernant) fait ajouter une aile ouest vers 1760.
Charles Bagieu, régisseur des Vivres de la Grande Armée acquiert le domaine en 1798; il y fait construire une orangerie et planter des espèces rares[réf. souhaitée].

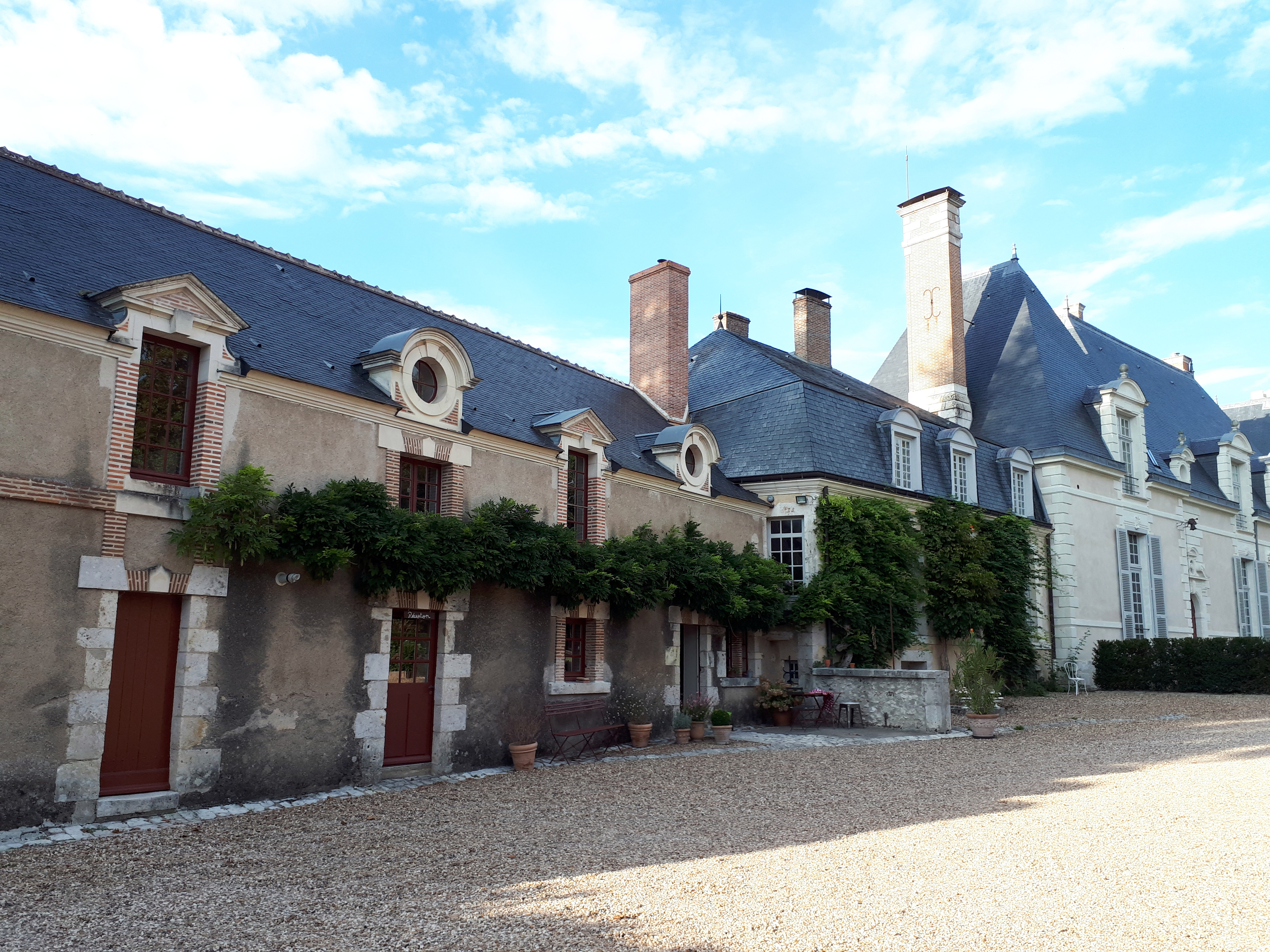
Vue d'ensemble côté sud
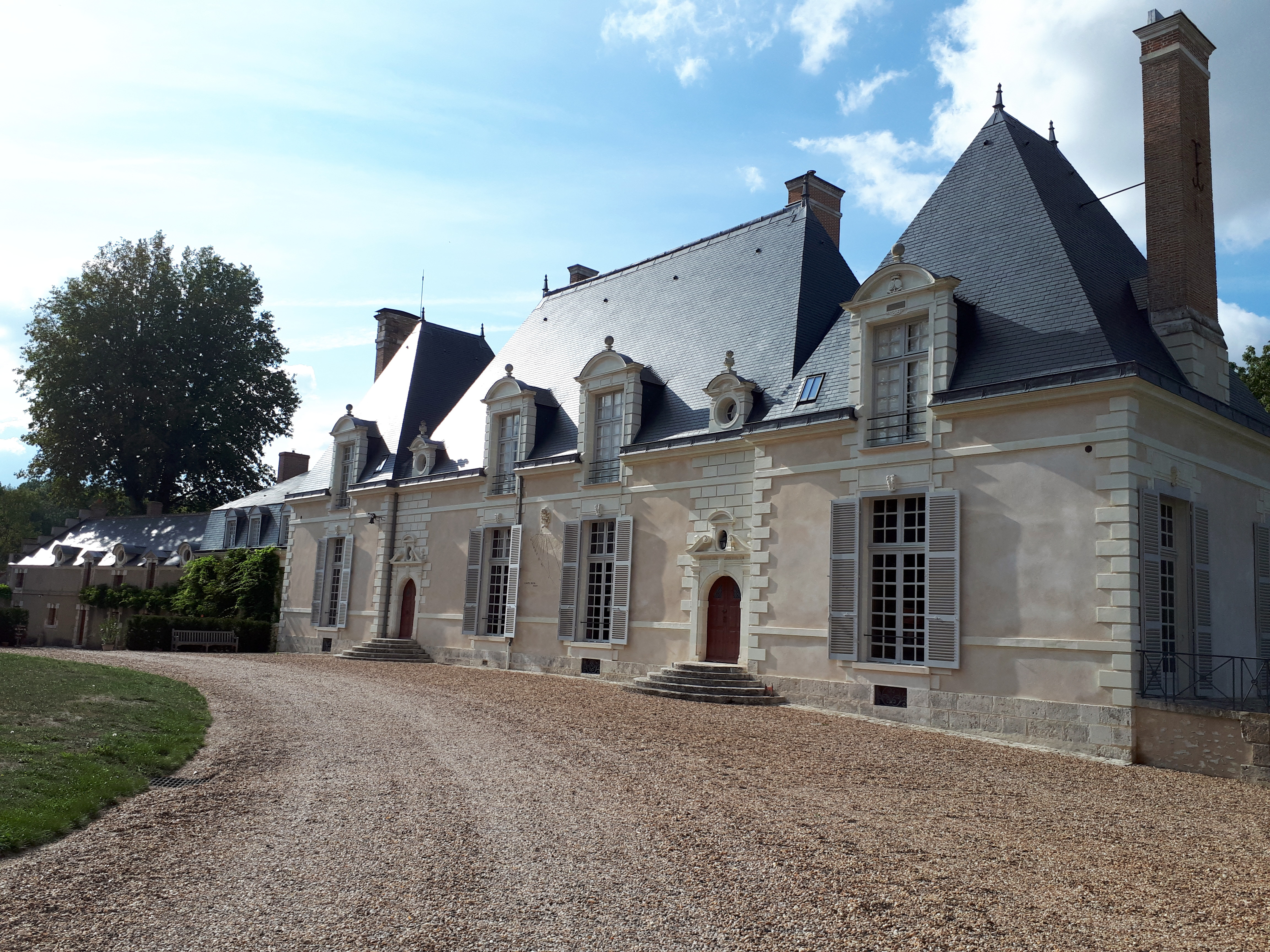
Façade sud
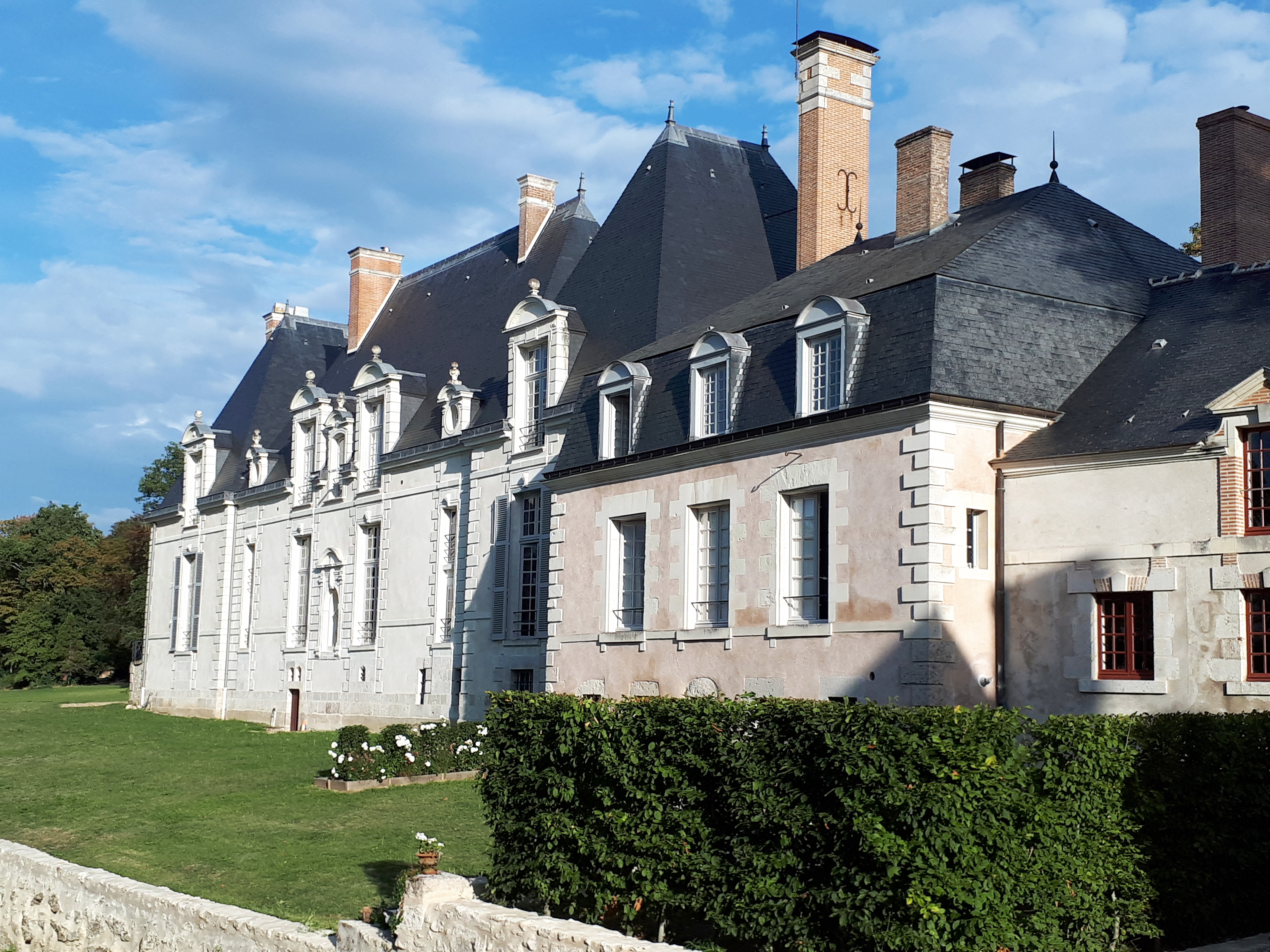
Façade nord

## Intérieur du château
- La salle à manger contient un poêle en faïence fabriqué dans les ateliers d'Ulysse Besnard à Blois en 1892, les peintures sont attribuées à Jean Mosnier[3].
- Le grand salon, où se trouvait l'ancienne bibliothèque[5], a un plafond à solives peintes, ainsi qu'une cheminée surmontée d'un portrait de Guillaume Ribier[3].
- Des peintures murales du XVIIe siècle représentant les dieux de l'Olympe ont été découvertes au début de 2014 par Jacky Rentien, le gardien de l'époque, à la suite de la réfection d'une chambre[7].

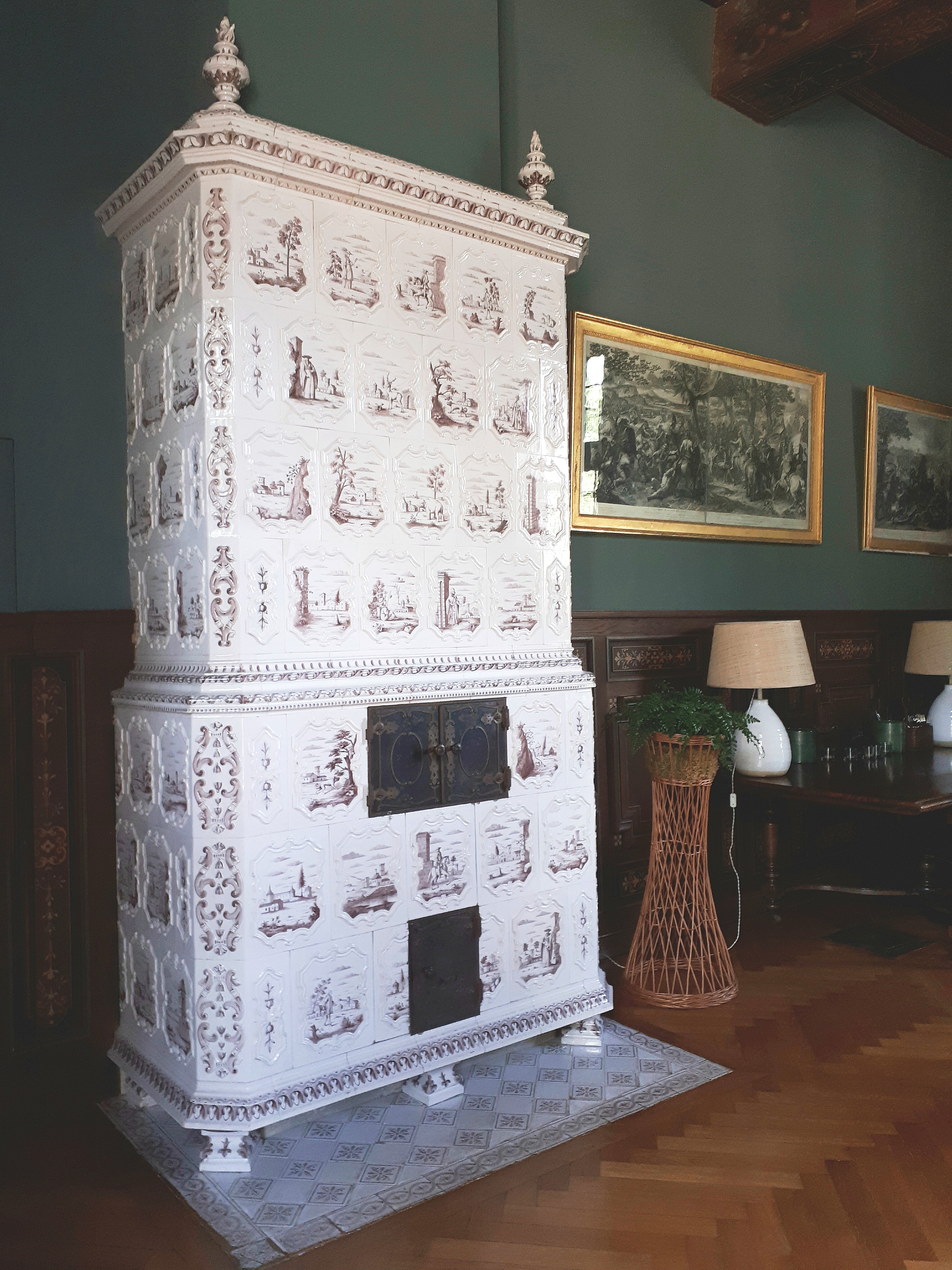
Poêle en faïence
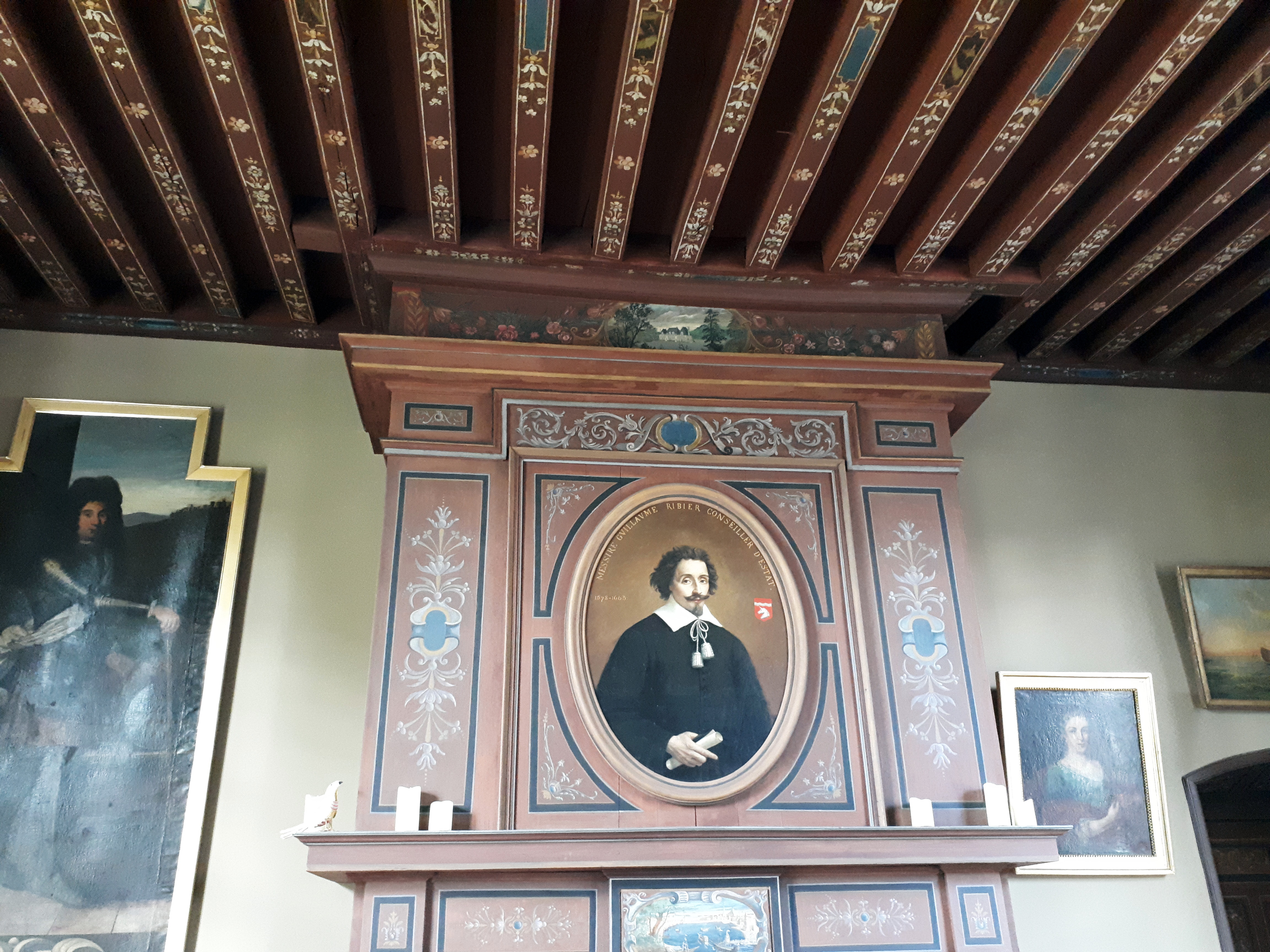
Portrait de Guillaume Ribier

## Classement aux monuments historiques
12/04/1954 : Inscrit monument historique pour :
- Les façades du château
- Les toitures du château

21/05/1997 : Inscrit monument historique pour le parc paysager, c'est-à-dire :
- L'ilôt sur le Cosson
- Les aménagements sur le Cosson : passerelle en fer, embarcadère et écluse
- Les constructions annexes : glacière, cellier et mur d'enceinte

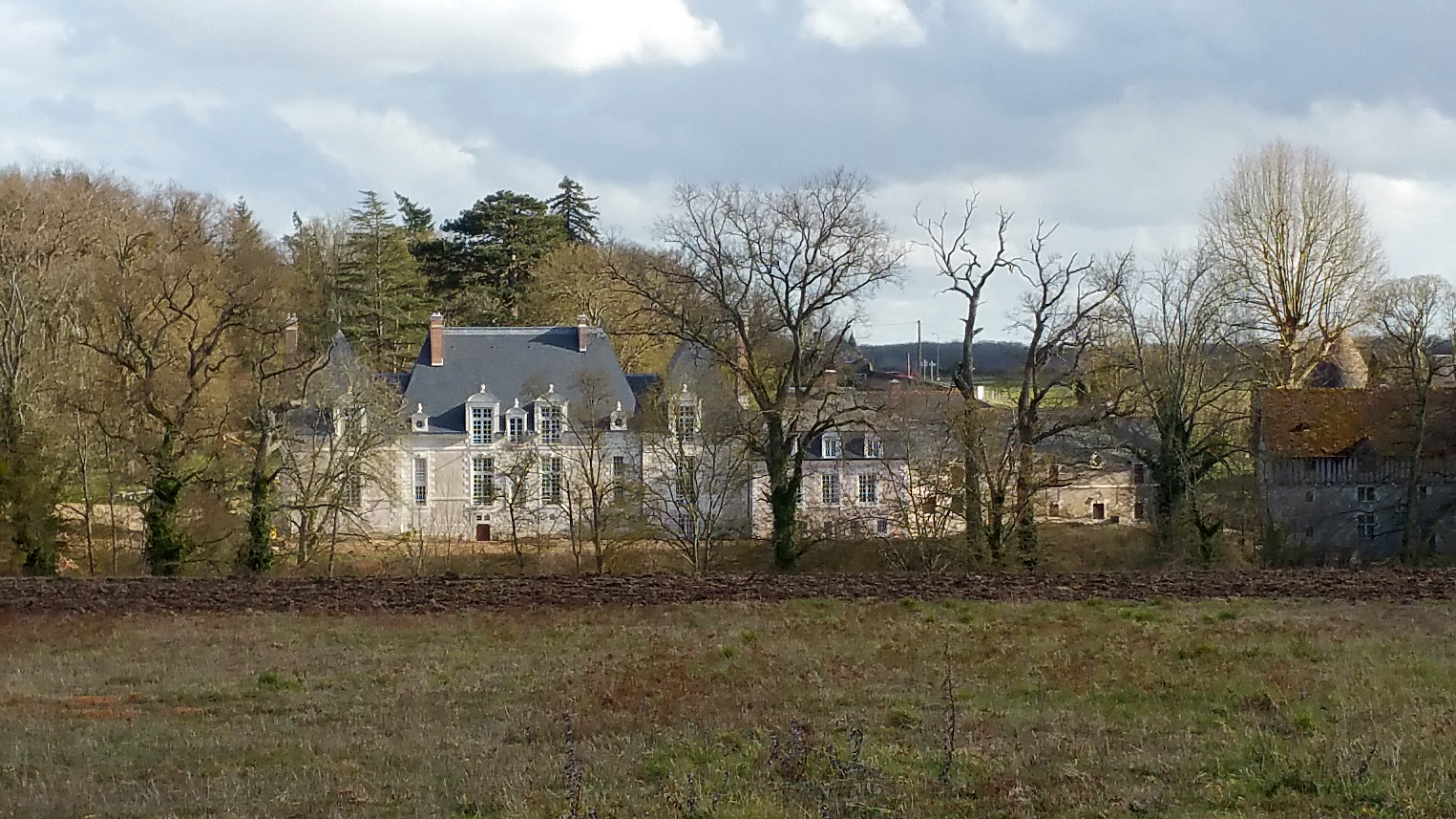
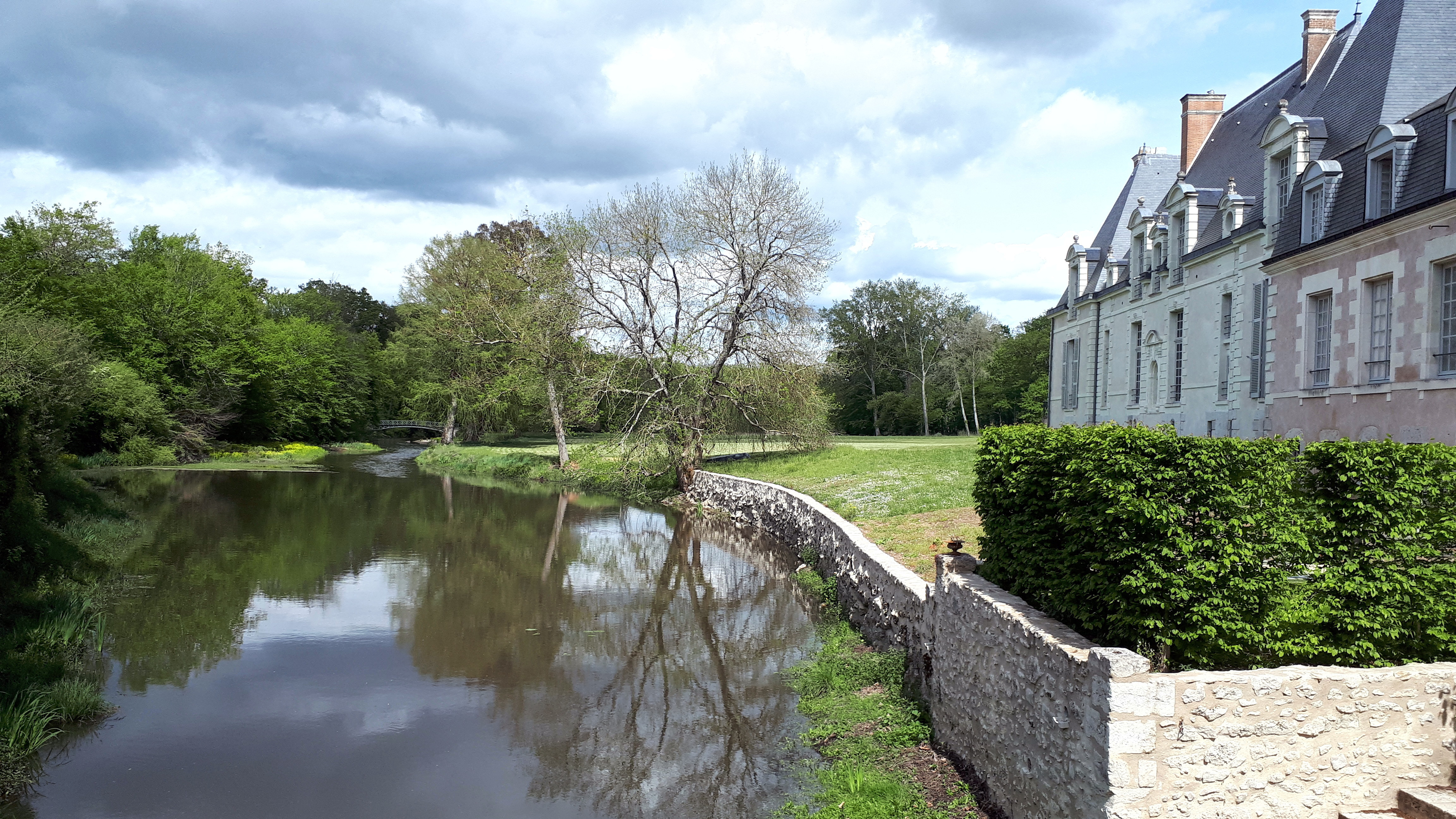